# Купчу, Армен
Армен Купчу (греч. Άρμεν Κούπτσιος — Армен Купциос) — греческий революционер, член Эллиномакедонского комитета и активный участник борьбы за Македонию.

## Биография
Армен Купчу родился 3 января 1885 года в селе Волак, вилайета Салоники Османской империи (ныне село Волакас нома Драма Греческой Республики). По национальности гагауз.

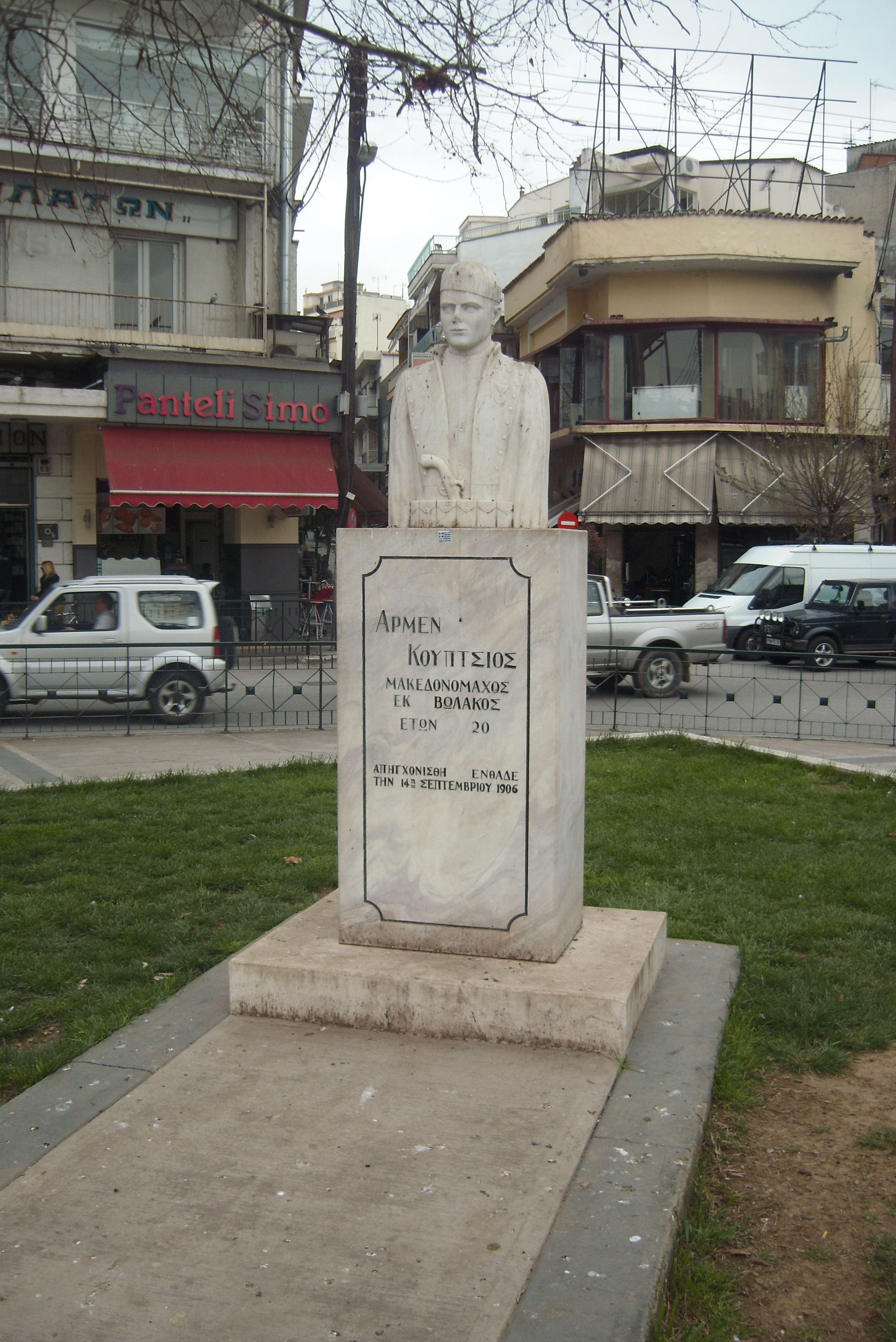
Памятник А. Купчу в Драме

В восемнадцатилетнем возрасте вступил в прогреческую революционную организацию, которая боролась за независимость Восточной Македонии и Фракии от Порты. Был доверенным лицом митрополита Драмы Хризостома. Во время борьбы за Македонию принимал активное участие в боях против военизированных отрядов проболгарской Внутренней македонско-oдринской революционной организации (ВМОРО).
В июне 1906 года Эллиногреческому комитету стало известно, что руководство ВМОРО направило в Драму агента, некоего Плацева, который должен был организовать убийство видных прогреческих революционных деятелей. Комитет поручил Армену Купчу и ещё двум членам боевого крыла организации выследить и ликвидировать вражеского эмиссара. Сведения, полученные от митрополита Хризостома, позволили Купчу и его товарищам перехватить вражеского агента. В завязавшейся перестрелке Плацев был убит, однако выстрелы привлекли внимание турецкого патруля. Прикрывая отступление своих боевых товарищей, Армен Купчу был схвачен турками, доставлен в Салоники и военным судом приговорён к смертной казни через повешение. Приговор должен был быть приведён в исполнение в Драме. Греческие революционеры планировали отбить Купчу по дороге, но турки в последний момент изменили маршрут движения. 14 сентября 1906 года Армен Купчу был казнён.

## Память
В 1967 году в центре г. Драма был возведён памятник Армену Купчу. Его именем названа улица, в центре города.